# 귀마르의 피라미드

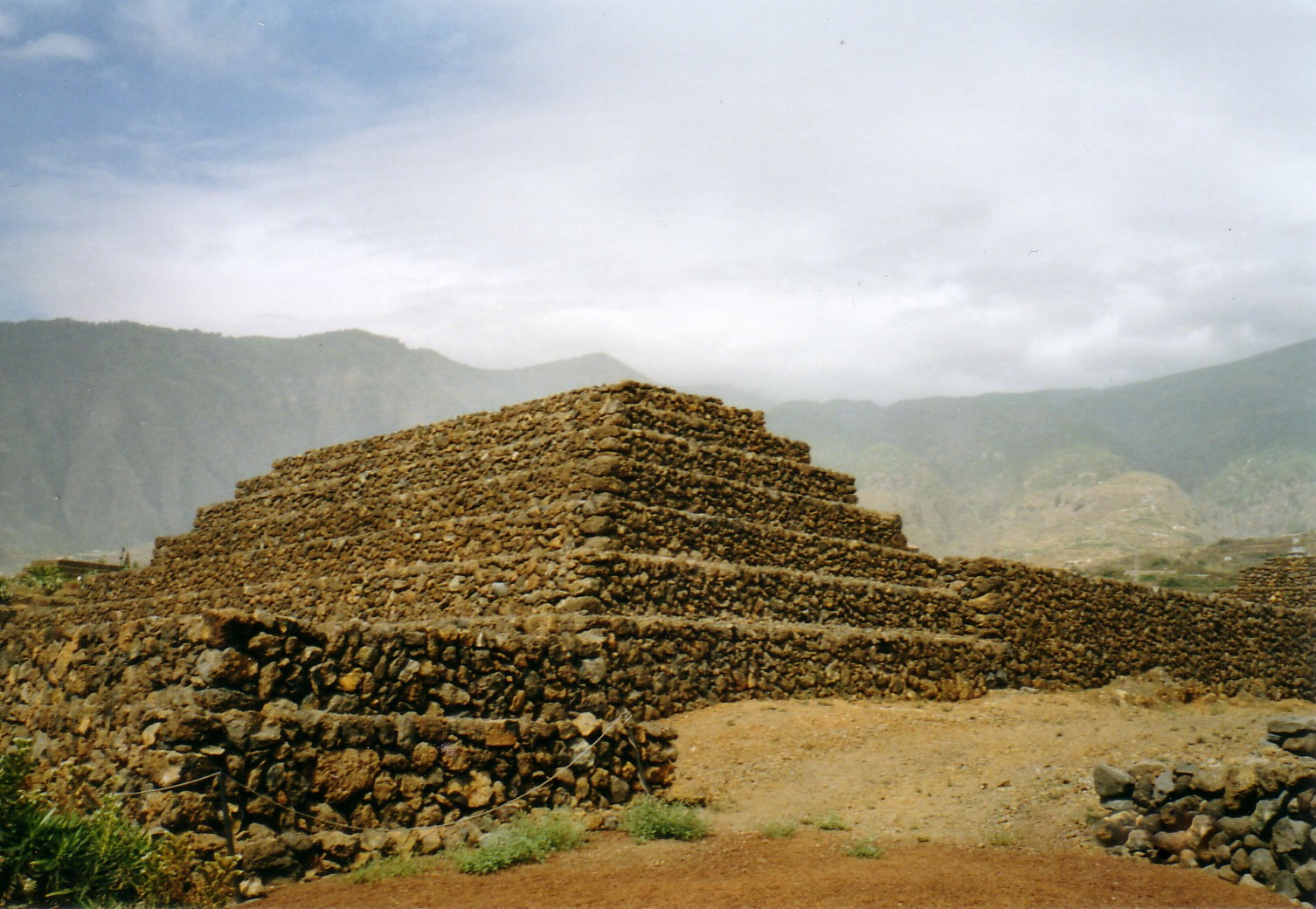
귀마르의 피라미드 중 하나

귀마르의 피라미드는 스페인 카나리아 군도 테네리페섬 동쪽 해안 귀마르 촌락에 위치해 있다. 이는 아직도 고고학자들에게 하나의 수수께끼이다. 해당 표현은 네모형 여섯개의 계단형 피라미드를 지칭하며 멕시코 마야 및 아즈텍인이 건설한 피라미드와 놀랍게도 비슷하다.

## 버려진 돌 무더기라는 가설
꽤 오랜 기간 동안 고고학자의 지배적인 의견은 피라미드가 주민 농업민들이 밭을 가는 동안 돌을 발견하고 밭의 가장자리에 쌓아두었다는 것이었다. 이는 카나리아 군도에서 자주 보이는 방식이었다. 지역 주민과 옛 그림에 의하면 한 때 이 피라미드들은 섬의 도처에 널려 있었으나 쓸모가 없어져서 한 곳에 집중적으로 모아두고 건축 자재로 사용하였다고 한다. 귀마르에는 아홉개의 피라미드가 있었으나 지금은 여섯개만이 남아있다.

## 피라미드라는 가설
1991년, 토르 하이에르달은 피라미드를 연구하던 중 이들이 그저 생겨난 돌무더기일 수는 없다는 것을 밝혀냈다. 피라미드의 모퉁이 돌은 가공의 흔적을 보이며, 지면은 피라미드가 건설되기 전에 평평하게 매만져졌다. 피라미드를 만드는 데 사용한 돌은 가까운 곳에 있는 것이 아니라 용암이 굳어져서 만들어진 것이었다. 하이에르달은 피라미드가 특수한 천문학적 의미를 지닌다는 것도 발견했다. 하짓날 가장 큰 피라미드 위에서는 해지는 것을 두 번 볼 수 있는데, 높은 산의 꼭대기 너머로 한 번 진 다음 다시 나타나 그 다음 산 너머로 사라지는 것이다. 모든 피라미드의 서쪽 계단은 동짓날 아침에 돋는 해를 따라갈 수 있도록 만들어져 있다.

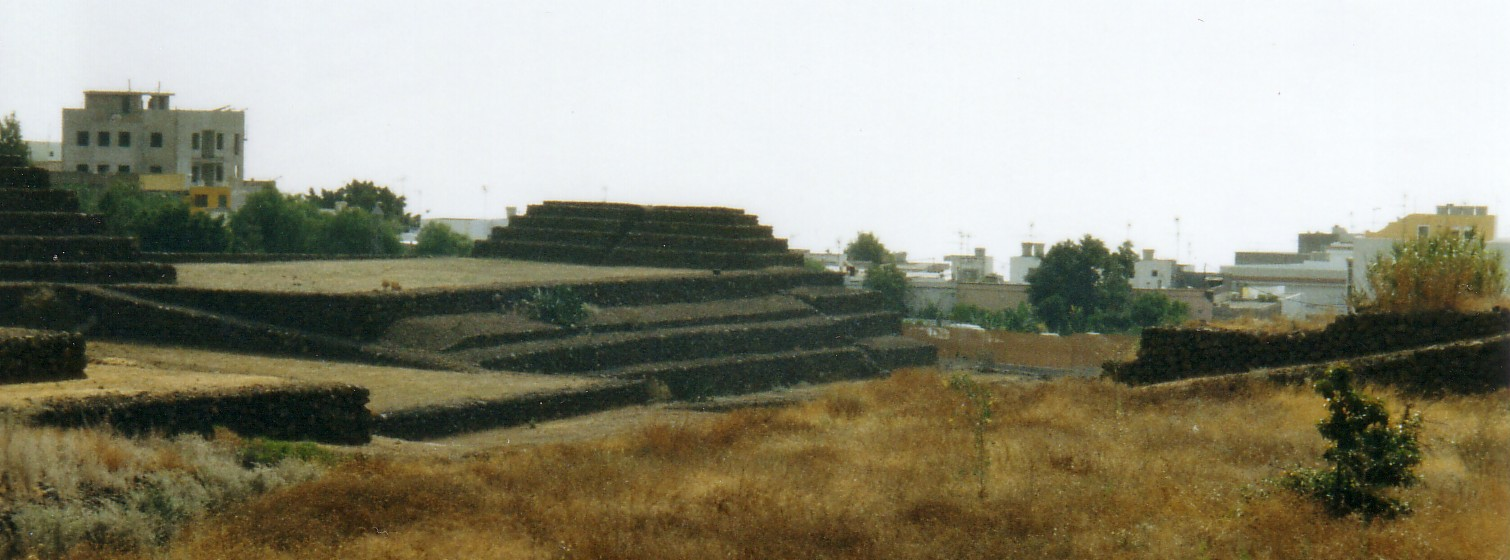
귀마르의 피라미드

이 발견에도 불구하고 하이에르달은 피라미드의 건축 연대나 건축자가 누구였는지를 밝혀내지는 못하였다.